# Ачарья Крипалани
Дживатрам Бхагвандас Крипалани известный как Ачарья Крипалани (хинди जे॰ बी॰ कृपलानी, англ. Acharya Kripalani; 11 ноября 1888, Хайдарабад, Британская Индия (ныне Синд, Пакистан) — 19 марта 1982, Ахмадабад, Гуджарат, Индия) — активист движения за независимость Индии, общественный, политический, государственный и социальный деятель, педагог.

## Биография
Родился и вырос в индуистской семье среднего класса. Его отец был мелким государственным чиновником. Образование получил в Колледже Фергюссона в г. Пуна. Получил степень магистра истории и экономики. С 1912 года — учительствовал.
Ещё будучи студентом, принимал участие в общественной и политической деятельности. Участник Индийского национально-освободительного движения.
Работая учителем, впервые столкнулся с Ганди. В начале 1920-х годов присоединился к Движению несотрудничества под руководством Махатмы Ганди, стал сторонником его идеологии. 
Позже, близкий соратник Махатмы Ганди. Работал в ашрамах Ганди (религиозные убежища) в Гуджарате, Махараштре и Бихаре. С 1922 по 1927 год был директором школы Гуджарат Видьяпитх в Ахмадабаде, основанной Ганди, именно в это время получил прозвище Ачарья («Учитель»). После 1920 года Крипалани участвовал во многих актах гражданского неповиновения, был связан с индийской оппозицией британскому правлению, за что получил несколько тюремных сроков.
С конца 1930-х по 1940-е годы — один из лидеров Индийского национального конгресса. Занимал пост генерального секретаря Всеиндийского комитета Конгресса (1928—1929), с 1934 по 1945 год — генеральный секретарь партии Индийский национальный конгресс. В 1946—1947 годах был членом временного правительства Индии и Учредительного собрания (1946—1951), которое приняло новую конституцию страны.
В 1952 году был избран членом Лок сабхи, нижней палаты парламента Индии, избирался также в 1957, 1963 и 1967 годах. 
В том же году основал индийскую Социалистическую партию Праджа (PSP).
Крипалани был активным критиком как Дж. Неру, так и его дочери Индиры Ганди. Выступал против политики Неру, которая, по его мнению, противоречила гандианскому идеалу, решительно осуждал авторитарное правление Индиры Ганди на посту премьер-министра.
В 1972–1973 годах он с несколькими единомышленниками и лидерами социалистов совершил поездку по стране, призывая к ненасильственному протесту и гражданскому неповиновению правительству Индиры Ганди. Крипалани был одним из первых политических лидеров, арестованных в июне 1975 года после того, как Индира Ганди ввела общенациональное чрезвычайное положение, но из-за популярности Крипалани держали под стражей недолго. 
Крипалани был автором нескольких книг, в том числе «Ганди: его жизнь и мысли» (1970).